# Zhou Yu

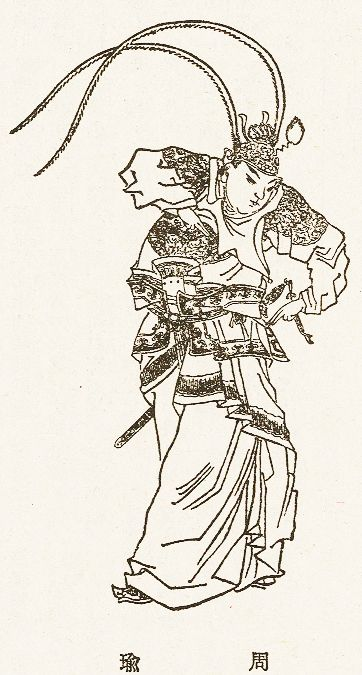
Zhou Yu, bild från Qingdynastin.

Zhou Yu (traditionell kinesiska: 周瑜; förenklad kinesiska: 周瑜; pinyin: Zhōu Yú; 175-210), eller Zhou den vackre (美周郎), var en berömd kinesisk general under De tre kungadömena, den oroliga perioden efter Handynastins fall. 
Han räknades som en av Sun Ce och hans efterföljare Sun Quans bästa generaler och han var befälhavare för styrkan som besegrade Cao Cao i slaget vid Chibi. Under slaget vid Chibi samarbetade Zhuo Yu med Zhuge Liang, en mästerstrateg som ledde trupperna från Jiang Ling - ett mindre rike i väster om Wu som i nuläget var allierat med Sun Quan. De utvecklade tillsammans en strategi som skulle krossa Cao Caos flotta, nämligen att sätta Cao Caos flotta i eld. 
Han härstammade från Lujiang i provinsen Anhui.